# Abierto Mexicano de Raquetas
Le tournoi Abierto Mexicano de Raquetas est un tournoi de squash qui se tient dans la ville de Toluca. Le tournoi masculin est au format PSA International 70 et le tournoi féminin au format WSA Tour 15. Le premier tournoi se déroule en 2008 et le dernier en 2012.  

## Palmarès

### Hommes
| Année | Champion            | Finaliste           | Score en finale              |
| ----- | ------------------- | ------------------- | ---------------------------- |
| 2014  | Mohamed El Shorbagy | Marwan El Shorbagy  | 11-3, 11-3, 11-2,            |
| 2013  | Grégory Gaultier    | Mohamed El Shorbagy | 7-11, 11-8, 3-11, 11-6, 11-6 |
| 2012  | Grégory Gaultier    | Omar Mosaad         | 11-6, 11-8, 11-5,            |

### Femmes
| Année | Championne        | Finaliste     | Score en finale         |
| ----- | ----------------- | ------------- | ----------------------- |
| 2014  | Olivia Blatchford | Siyoli Waters | 11-9, 11-9, 12-10       |
| 2013  | Yathreb Adel      | Victoria Lust | 11-8, 11-4, 15-13       |
| 2012  | Sarah-Jane Perry  | Line Hansen   | 11-6, 11-5, 8-11, 13-11 |